# Monitor de particulado
Monitor de particulado é um material particulado presente como um contaminante ao resultado do processo de produção ou sendo emitido,  encontrado em vários campos, principalmente no industrial.
Os sistemas de medição precisos, para o monitoramente contínuo de emissão desses materiais, oferecem vantagens inúmeras como: a segurança durante o controle de processos, otimização de plantas industriais e principalmente a prevenção de danos ao meio ambiente, reduzindo também os custos de operação em plantas industriais.

## Exemplos
Temos como exemplo de Materiais Particulado: poeiras, sujidade, fuligem, fumaça e gotículas.
Os materiais particulados são normalmente misturas complexas, formadas por compostos orgânicos e inorgânicos, onde suas concentrações são medidas em µg. m−3.

## Tipos de Fontes de Emissão

### Naturais
- spray marinho, conhecido como maresia tem sua origem na arrebentação, isto é, onde as ondas do mar quebram. Tem sua formação através de gotículas de água salgada produzidas com a arrebentação.
- pólen
- poeira de solo
- erupções

### Antropogênicas
A principal fonte antropogênica são os processos de combustão, onde os materiais particulados podem ser encontrados nas mais diversas formas.
Essas fontes possuem mais poluentes associados que as fontes naturais.